# Портрет Амбруаза Воллара
«Портрет Амбруаза Воллара» — картина французского художника Пабло Пикассо 1910 года, раннего «кубистического» периода его творчества, хранящаяся в московском Музее изобразительных искусств.

## Описание
Описание картины на сайте музея гласит: «В картине присутствует несомненное портретное сходство с моделью, отразившееся в передаче тяжеловесной медлительности Воллара, его прикрытых тяжелыми веками глазах, в жесткой линии сжатого рта, широком перебитом носе, высоком лбе».
Избранный художником метод «аналитического кубизма» позволил достичь необычного формального эффекта при сохранении сходства: «Все детали образуют однородную кристаллическую материю и создают на глазах у зрителя напряженный процесс сложения образа, в котором принимает участие и фон. Каждый из многочисленных планов картины написан так, что воспринимается одновременно находящимся и впереди и позади соседнего. Конструирование формы с помощью почти монохромных дымчатых полупрозрачных плоскостей характерно для аналитического кубизма. Эти находящиеся в движении частицы-плоскости разомкнуты, каждая из них свободно перетекает в соседнюю, и, наслаиваясь друг на друга, кристаллизуясь на глазах зрителя, они рождают из хаоса первозданной материи новую форму — лицо Воллара, являющееся пластическим и смысловым центром композиции. Оно, как магнит, притягивает к себе все элементы, выстраивая фантасмагорию геометрических форм в строгом ритме».
Полотно чем-то напоминает разбитое зеркало: «Единого источника освещения в картине не существует: каждый из элементов обладает особым, „внутренним“ светом, вибрация которого заставляет воспринимать произведение как живописный эквивалент находящегося в непрерывном движении мира и творящего из красочной материи, будто из осколков треснувшего зеркала, неповторимый титанический образ Воллара».

### Оценки
Пикассо об этой картине говорил:

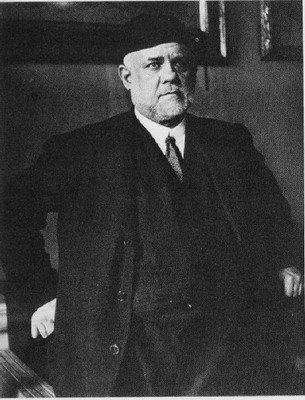
Воллар в реальной жизни

«Ни одну из самых красивых женщин, когда либо живших на земле, не писали, рисовали или гравировали чаще, чем Воллара: Сезанн, Ренуар, Руо, Боннар, Форен, фактически каждый. Я думаю, что все они делали его из чувства соперничества, каждый из которых хотел написать его лучше, чем другие. (…) Но мой кубистический портрет был из них самым лучшим».

По словам современного арт-критика, осмотревшего галерею портретов Воллара кисти разных художников: «…Самый проницательный портрет, наверное, принадлежит Пикассо: фигура Воллара „растворена“ в геометрических черно-серых блоках, так что все внимание — на лице: с высоким лбом, тонким, презрительно изогнутым ртом и закрытыми глазами. Человек в себе. Человек-загадка. Высокомерный, недоверчивый, самовлюбленный, одинокий. Кстати, закрытые глаза не совсем метафора: Воллар славился своей сонливостью. Высокий, полный, медлительный, он мог заснуть где и когда угодно, иногда даже посредине разговора. А может быть, притворялся, отключаясь таким образом от „шума реальности“ и продумывая очередную акцию?»

## История
Картина, написанная в 1910 году, Воллару не понравилась, хотя он и назвал портрет «примечательным». Вскоре она была выставлена на продажу. В 1913 году её в парижской галерее Воллара купил за 3 тыс. франков его постоянный клиент Иван Абрамович Морозов и увёз в Москву.
До 1919 года картина оставалась в собрании Морозова. Затем её владельцем стал вобравший это собрание 2-й Музей новой западной живописи, где она находилась до 1923 года. С 1923 года, после очередного реформирования музеев, она оказывается в собрании ГМНЗИ (инв. 380).
После его расформирования в 1948 году переходит в ГМИИ.
В настоящий момент экспонируется в постоянной экспозиции Отдела искусства стран Европы и Америки XIX—XX веков (Галерея искусств стран Европы и Америки, зал 24).
Через год после начала Первой мировой войны, в августе 1915 году, Пикассо сделал карандашный портрет Воллара, на этот раз в стиле Энгра. Воллар хранил рисунок до самой смерти (ныне в Метрополитене).
По мнению некоторых экспертов (в частности, историка изобразительного искусства Софьи Багдасаровой), «Портрет Амбруаза Воллара» стал прототипом «Портрета Клетчатого», написанного специально для фильма «Клуб самоубийц, или Приключения титулованной особы» его художником-постановщиком Исааком Капланом.